# Heinz Schwarzkopf
Heinz Joachim Wolfgang Schwarzkopf (* 19. Juli 1909 in Charlottenburg; † 7. Oktober 1969 in Hamburg) war ein deutscher Jurist und Unternehmer. Er war Anteilseigner der Farben-, Drogen- und Parfümeriefabrik Hans Schwarzkopf KG und Mitglied der NSDAP, der SA und der SS. 

## Herkunft und Ausbildung
Heinz Schwarzkopf wuchs in großbürgerlichen Verhältnissen auf. Er war eines von vier Kindern des Unternehmers Hans Schwarzkopf (1873–1921) und dessen Ehefrau Martha, geb. Liesenberg (1875–1957). Das Elternhaus war deutsch-national geprägt. Seine schulische Ausbildung absolvierte er in Berlin am Paulsen-Realgymnasium, das seinen Schwerpunkt in naturwissenschaftlichen Fächern setzte. Sein Abitur legte er am Arndt-Gymnasium Dahlem ab. Es folgte ein Studium der Rechtswissenschaft und Volkswirtschaftslehre in Genf, Freiburg und Berlin. 1934 schloss Heinz Schwarzkopf sein Studium ab und wurde Rechtsreferendar.
Seine Promotion erfolgte 1938 an der Juristischen Fakultät der Ludwig-Maximilians-Universität München zum Thema Der Treue- und Gemeinschaftsgedanke in den Arbeitsverhältnissen des deutschen Mittelalters. Schwarzkopf wechselte dafür nach München, um die Arbeit von Claudius von Schwerin betreuen zu lassen. In der knapp 100 Seiten umfassenden Doktorarbeit strich Schwarzkopf die Bedeutung der Volksgemeinschaft heraus, wobei er die gesetzlichen Regelungen der Arbeitswelt im Nationalsozialismus befürwortete.

## Mitglied in der NSDAP, SA und Reiter-SS
Heinz Schwarzkopf trat am 30. April 1933 der SA und der NSDAP bei (Mitgliedsnummer 2.638.151). Zwischen Mai 1935 und Juni 1935 war Schwarzkopf bei der SA als Rottenführer tätig. In Folge des Machtverlustes der SA wechselte Schwarzkopf zur SS. Am 1. Juli 1935 stellte er dafür den Aufnahmeantrag. Seine Bewährungszeit als SS-Anwärter endete am 17. Februar 1938. Es folgte am 30. Januar 1939 die Beförderung zum SS-Scharführer. Darüber hinaus war Schwarzkopf seit 1935 Mitglied in der Nationalsozialistischen Volkswohlfahrt und seit 1938 im Bund Nationalsozialistischer Deutscher Juristen.
Heinz Schwarzkopf trat der Reiter-SS bei und gehörte der 7. SS-Reiterstandarte an, einem Kavallerieregiment der SS, das in Berlin-Lichterfelde nahe seinem Wohnort am Wannsee stationiert war. Sein dortiges Engagement war ehrenamtlich und ausgesprochen zeitintensiv. Als repräsentativste Reiterformation der Reichshauptstadt Berlin trat die 7. SS-Reiterstandarte bei allen relevanten Paraden, Fest- und Fackelzügen, Staatsempfängen und Reichstagsversammlungen an. Der Anteil an Juristen und Mitarbeitern des Auswärtigen Amtes war ausgesprochen hoch.
Heinz Schwarzkopf verkehrte über seine Aktivitäten bei der Reiter-SS hinaus mit hochrangigen SS-Führern, wie Sepp Dietrich. So wurde er gegen Ende der 1930er-Jahre Schatzmeister im von Dietrich geführten „Berliner Schleppjagdverein e. V.“, der  Hetzjagden zu Pferd mit Hundemeuten organisierte. Hundezwinger und Pferdeställe befanden sich auf dem Kasernengelände der  SS-Leibstandarte Adolf Hitler auf dem Gelände der Kadettenanstalt Lichterfelde, wo im Juni 1934 Dutzende Angehörige der SA unter der Leitung von Sepp Dietrich umgebracht worden waren. Kontakte bestanden auch zu weiteren Akteuren der SS-Gewalt- und Mordpolitik, wie beispielsweise Hermann Fegelein, Gustav Lombard und Erwin Rösener.

## Zweiter Weltkrieg
Im Zweiten Weltkrieg war Schwarzkopf seit seiner Einberufung am 27. August 1939 bis zu seiner Verwundung am 24. August 1942 Mitglied der Wehrmacht und gehörte zuletzt im Rang eines Oberleutnants dem 203. Infanterie-Regiment der 76. Infanteriedivision an. 
Dabei war er an der Eroberung Westeuropas (Luxemburg, Frankreich) und Osteuropas (Sowjetunion bzw. Ukraine/Russland) beteiligt. „Notizen und Berichte der Versorgungseinheiten der 76. Infanteriedivision erzählen in aller Deutlichkeit von Zwangsarbeit, Plünderungen und Raubzügen in der Ukraine und in Russland - zugunsten der Soldaten der 76. Infanteriedivision.“
Im Hochsommer 1942 wurde Schwarzkopf bei einer Offensive über den Don schwer verwundet. 
Während seine Division bei der Schlacht von Stalingrad kämpfte, war Heinz Schwarzkopf im Reservelazarett Reichshof (heute Rzeszów) im besetzten südöstlichen Polen. Ab Herbst 1942 erfolgte eine monatelange Weiterbehandlung in einem  Lazarett in Berlin-Charlottenburg. Hier erfolgte die Amputation eines Beins. 
Nach seiner Genesung war Schwarzkopf bis Kriegsende beim Militärarchiv Potsdam eingesetzt. „Hier wurde er mit der Aufgabe betraut, das Kriegstagebuch des 203. Infanterieregiments zusammen zu fügen. Als Ehemaliger des Regiments sollte er auswählen, welche Dokumente konservierungswürdig seien. Er entschied darüber, welche Unterlagen zur Geschichte seines Regiments erhalten bleiben und wie die Geschichte seines Regiments, einschließlich dieses Kapitels, geschrieben wird.“ Danach war Schwarzkopf bei der Entlassungsstelle des Heeres in Potsdam eingesetzt. Das Kriegsende erlebte er in Hamburg.

## Werdegang nach Kriegsende
Im Sommer 1945 wurde Hans Schwarzkopf aufgrund seiner SS-Mitgliedschaft verhaftet. Bis Ende Februar 1946 war er im britischen Internierungslager Neuengamme inhaftiert. Mit Wirkung vom 8. Oktober 1946 erfolgte auf Anweisung der britischen Militärregierung seine Entlassung aus der Hans Schwarzkopf KG.
Schwarzkopf unterlag auch danach aufgrund seiner Mitgliedschaft in der NSDAP und SS einem Berufsverbot. 
Bei seinem Spruchkammerverfahren sagten Freunde wie Felix Jud sowie dessen langjähriger Berliner Betriebsleiter Willy Weber, weitere Mitarbeiter und Hugo Nehmiz, Pastor der evangelischen Kirchengemeinde Berlin-Schmargendorf, zu Gunsten des Fabrikanten aus. Unbestritten blieb jedoch, dass Schwarzkopf ein überzeugter Nationalsozialist war.
Heinz Schwarzkopfs chemisch-technischen und (patent)rechtlichen Erfahrungen waren für den Neuanfang der Firma Schwarzkopf unverzichtbar. Aufgrund seiner NS-Vergangenheit schien er für den wirtschaftlichen Wiederaufbau in einem demokratischen Nachkriegsdeutschland vorerst ungeeignet. Um die Hamburger Militärregierung nicht zu irritieren, war er zunächst als einfacher Angestellter im eigenen Betrieb tätig. 
Schließlich wurde Schwarzkopf im Januar 1948 in einem Berufungsverfahren von der Entnazifizierungskategorie III (Minderbelasteter) in die Kategorie IV (Mitläufer) herabgestuft.
In seiner Wahlheimat Hamburg engagierte sich Schwarzkopf in Unternehmerkreisen und war Gründungsmitglied im Rotary Club Hamburg-Dammtor. Gemeinsam mit seinem Bruder Hans gelang Heinz Schwarzkopf in den Nachkriegsjahren sukzessive, die  Schwarzkopf KG mit innovativen Produkten länderübergreifend zu einem bedeutenden Unternehmen für Haarkosmetik auszubauen.

## Privatleben

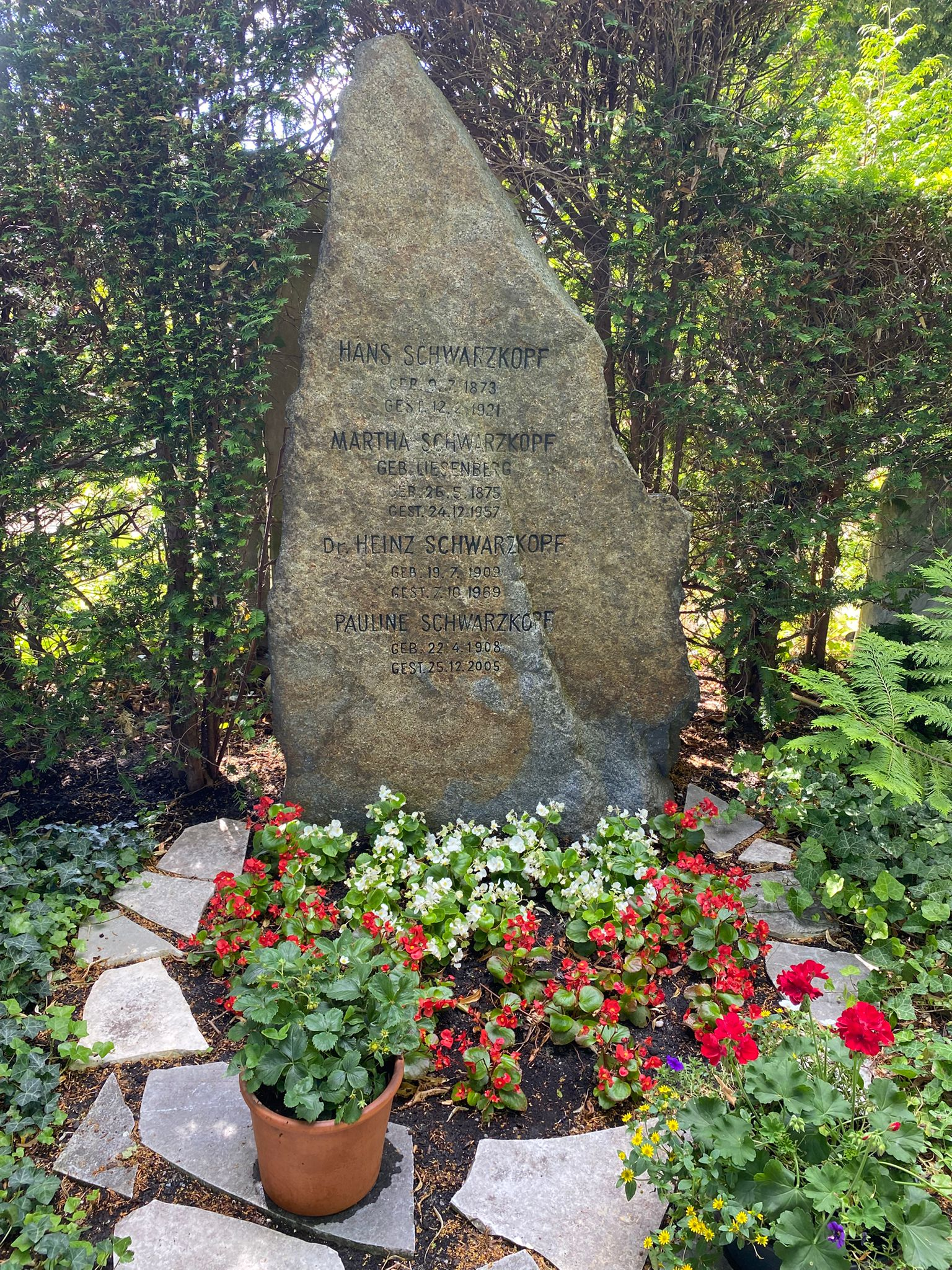
Grabstätte auf dem Friedhof Dahlem

Schwarzkopf war in erster Ehe mit Marie-Louise Elisabeth Büttner (4. Febr. 1911–18. Jan. 1983) verheiratet. Daraus gingen drei Söhne hervor: Hajo Johann Joachim Ernst Schwarzkopf (12. März 1936–3. Okt. 1966), Jörg Hubertus Schwarzkopf (22. September 1943 – 14. Februar 1946), Friedemann-Eckart Schwarzkopf (1. Aug. 1947–10. Juni 2003). 
Heinz Schwarzkopfs Heirat mit seiner zweiten Ehefrau Pauline Schwarzkopf, geb. Weinmann (22. April 1908–25. Dezember 2005) erfolgte am 17. August 1957 in Hamburg. Sie war in erster Ehe mit Hans Niemann verheiratet und ließ sich für ihre zweite Verehelichung von ihm scheiden.
In der Nachkriegszeit wurde Heinz Schwarzkopf die „Moralische Aufrüstung“ nach der Ideologie des evangelisch-lutherischen Predigers Frank Buchman zum geistigen Halt, die er vielfältig unterstützte.
Heinz Schwarzkopf starb am 7. Oktober 1969 am Flughafen Hamburg bei einem Verkehrsunfall. Er wurde in der Familiengrabstätte auf dem Berliner Friedhof Dahlem beigesetzt.